# 頭城慶元宮
頭城慶元宮，俗稱「頭城媽祖宮」。位於頭城車站附近，沙成路與和平街交叉口，是頭城老街的中心點。它是宜蘭縣最古老的媽祖廟，所以稱「開蘭第一媽祖」。因建築年代已久，為清治時代之建物，廟內石柱匾額，亦多為清代所留存，所以於2014年6月30日經宜蘭縣政府公告編定為縣定古蹟。

## 簡介

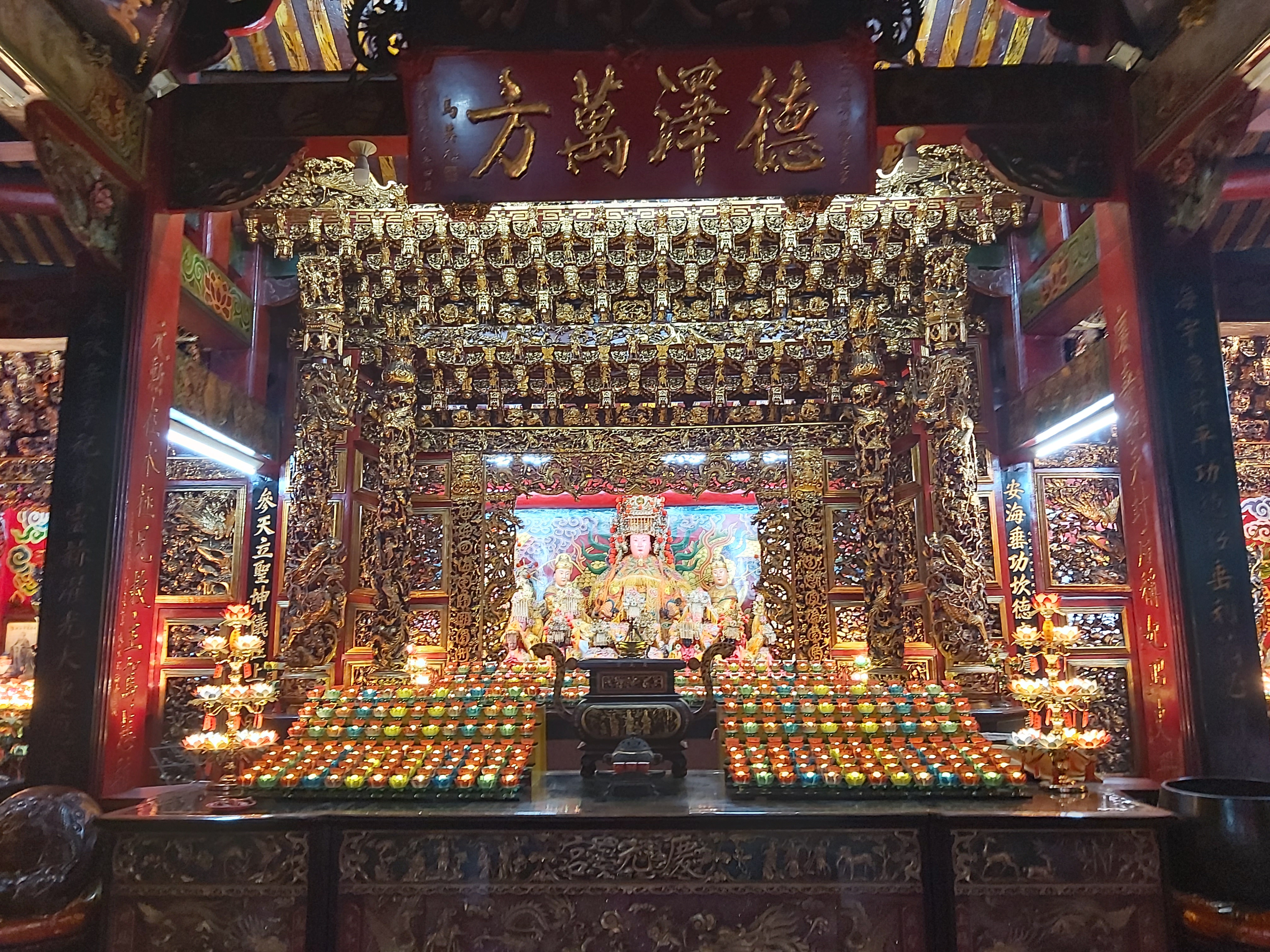
頭城慶元宮正殿天上聖母神龕

頭城慶元宮興建於清乾隆年間，經數年的建設，於嘉慶元年（1796年）完工，因而命名為「慶元」宮。廟中是典型的漳州建築風格，古色古香，主神天上聖母媽祖，是先賢開墾宜蘭，由頭城烏石港進入蘭陽平原，於今日慶元宮牌樓前成功上岸，遂將其船頭迎自興化莆田湄洲天后宮的媽祖請下供奉，為感媽祖神威所以建廟，成為當地最主要的信仰中心；建廟時，並把廟門朝東面海，希望媽祖能保佑蒼生百姓及海面漁船漁民安全。

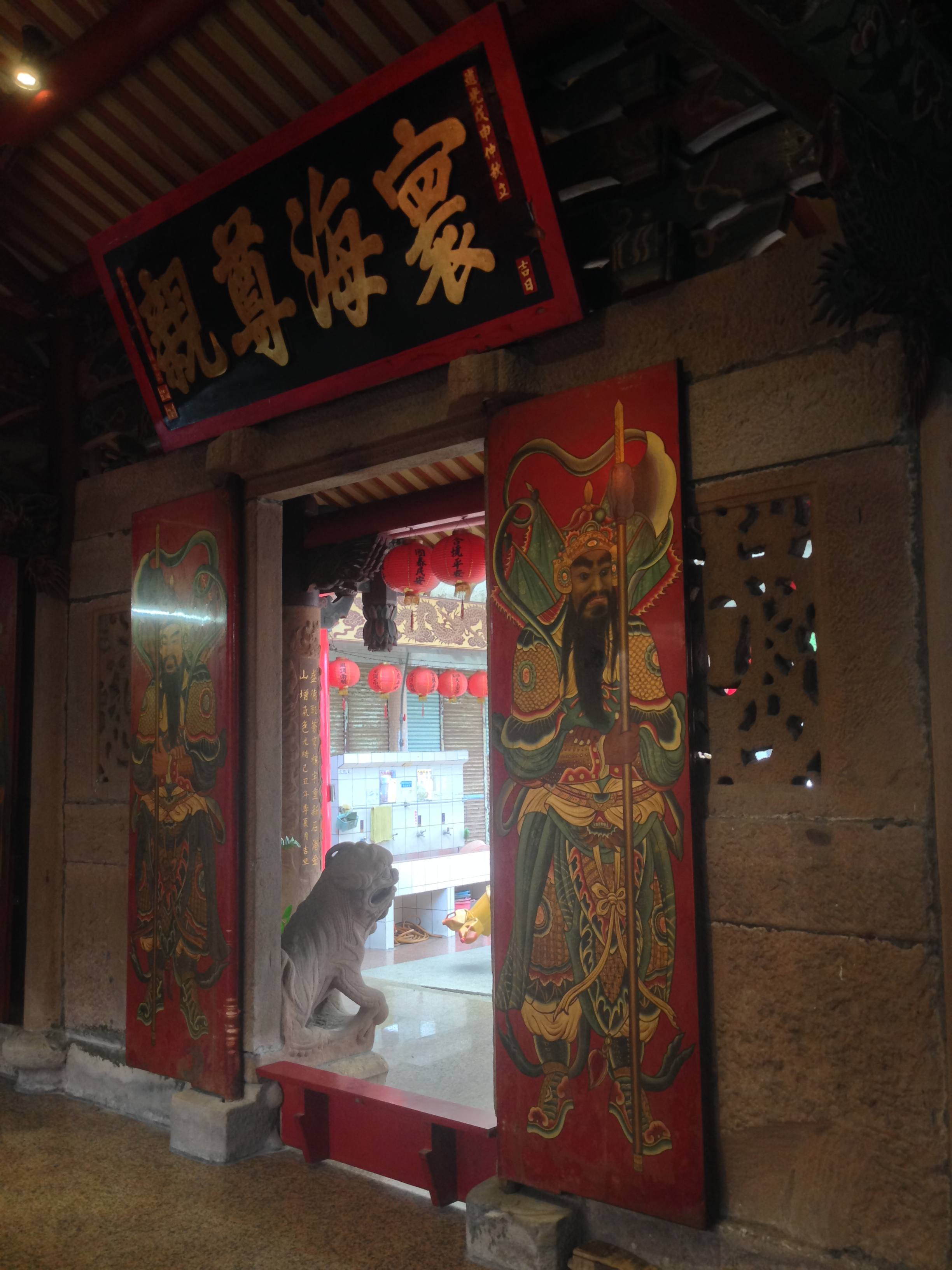
頭城慶元宮匾額

另廟中亦供奉有神農大帝、倉頡先師、大魁星君、文昌帝君、至聖先師、中壇元帥、福德正神等神明，由於這些神明的保佑下，很多信眾、商人、農民及學子等，在各行各業都有非常傑出的表現。另外廟中牆上掛有咸豐、光緒年間的官方及民間所贈之對聯，是宜蘭縣唯一僅存，實屬寶貴，廟中供奉之媽祖、千里眼、順風耳等神像，也都是唐山師傅之精雕砌巧，工法匠心獨具，係宜蘭縣難見之佳作，所以無論歷史還是建築或文物都是蘭陽第一。
而每年農曆三月二十三日媽祖聖誕，頭城慶元宮會邀集彰化南瑤宮、北投關渡宮、新港奉天宮、北港朝天宮等各地之媽祖會香，且於頭城街上遶境，沿途受到民眾信徒擺香案誠心參拜並鑽轎腳，場面盛大，為當地的一大事。

## 古蹟指定理由
1. 慶元宮位於頭城老街中間點，老街頭尾分別亦有南．北門土地公廟守護，充分表現清代當時頭圍的街景商業榮華，廟之前埕連亦接著頭圍港，運輸貿易相當便利頻繁，在頭城開發史上佔有重要的地位。且建廟完成於「嘉慶元年」，也喻當年是漢人成功開墾蘭陽平原之事實，極富歷史文化意義價值。
2. 廟中掛有多面匾聯，是由當年民間．官方所題贈，年代久遠值得保存。
3. 慶元宮為典型之傳統二進式建築，尤其第一進（前殿）之正面牌樓面、疊斗式屋架、雕刻與石柱工法獨具亦有對聯等均保存良好，展現出傳統建築與藝術特色的價值，早期均為唐山師傅所建造，充分表現閩式建築之風格。
4. 慶元宮前殿砂岩石雕牆面與柱子，在台灣地區極為少見，雖歷經歲月的穿梭，已產生風化，但仍然可清楚看到清代建築工法與歷史痕跡。
5. 慶元宮建築工法特殊，為宜蘭地區清代晚期極具代表性廟宇建築。

## 外部連結
- 頭城慶元宮 - 國家文化資產網 （页面存档备份，存于）